# Муолча
Муолча — село в Банськобистрицькому окрузі Банськобистрицького краю Словаччини. Село розташоване на висоті 478 метрів і займає площу 9,393 км². Населення становить близько 358 осіб. За даними перепису 2011 року, у Муолчі проживало 358 осіб, з них 280 словаків, 59 ромів і 1 чех. Двоє жителів вказали іншу етнічну приналежність і 16 жителів не вказали свою етнічну приналежність. 158 жителів належали до римо-католицької церкви, 113 жителів до євангельської церкви і по одному жителю до баптистів, старокатолицької церкви та греко-католицької церкви; один житель сповідував іншу конфесію. 52 мешканці були неконфесійними та 31 мешканець не мав визначеної конфесії. Станом на грудень 2015 року в селі проживало 370 людей. Станом на 2021 рік — 427 людей.

## Історія
В історичних документах село вперше згадується у 1424 році. За винятком 1424 і 1441 років, коли Муолча управлялася як частина володінь замку Липча, володіння належали почесному роду фон Мічин. Поселення Долна Муолча, Горна Муолча та Простредна Муолча виникли в результаті місцевої експансії в 15 столітті. Через своє дещо віддалене розташування у вузькій долині громада уникнула безпосередніх наслідків воєн 16 і 17 століть. У 1828 році тут було 66 будинків та 392 мешканці, зайнятих землеробством та скотарством.
До 1918 року село в комітаті Сохль належало до Угорського королівства, потім потрапило до Чехословаччини, а згодом до сучасної Словаччини.

## Населення
| Рік:            | 1994. | 2004.    | 2014.   | 2024.    |
| --------------- | ----- | -------- | ------- | -------- |
| Кількість осіб: | 299   | 358      | 354     | 435      |
| Різниця:        |       | +19,73 % | -1,11 % | +22,88 % |

| Рік:            | 2023. | 2024.   |
| --------------- | ----- | ------- |
| Кількість осіб: | 440   | 435     |
| Різниця:        |       | -1,13 % |